# Maria Wiebosch-Steeman

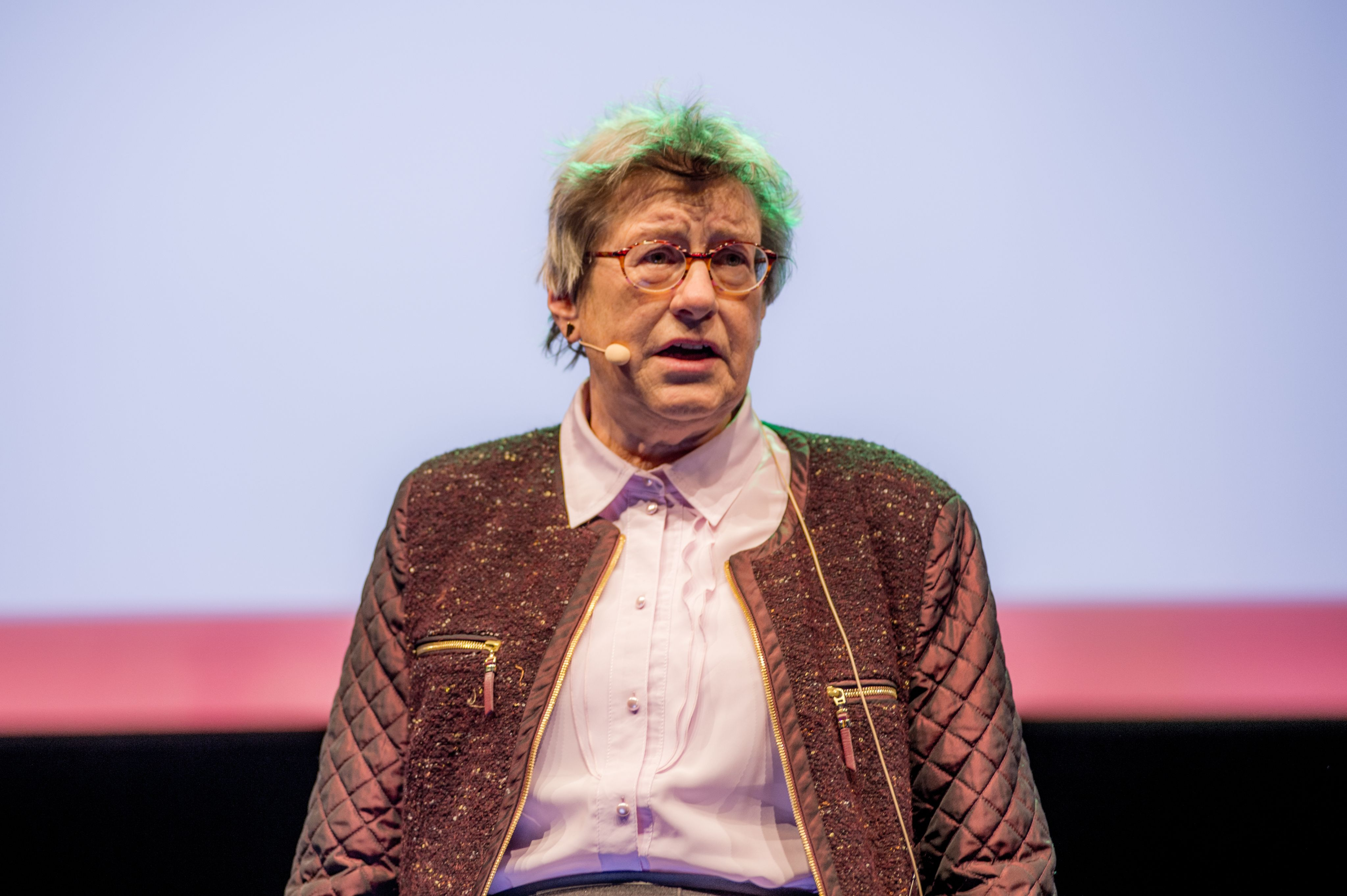
Maria Wiebosch-Steeman

Maria Wiebosch-Steeman (* 26. Februar 1950 in Castricum) ist eine niederländische Politikerin von GroenLinks.

## Werdegang
Wiebosch studierte für biochemische und medizinische Analytiker. Sie hat auch ihr Lehramt in Chemie erworben. Zwischen 1974 und 1989 arbeitete sie als Analystin in Krankenhäusern und Universitäten. Im Jahr 1975 wurde sie Mitglied der Politieke Partij Radikalen (PPR).
1987 wurde sie Mitglied der des Provinciale Staten der Provinz Nordholland, zuerst für die PPR und später für GroenLinks. Von 1990 bis 1994 war sie auch Sekretärin des Bundesvorstands von GroenLinks. Von 1995 bis 1999 war sie „Hoogheemraad“ im Wasserverband Rheinland („Hoogheemraadschap van Rijnland“). Von 1994 bis 2002 war sie Mitglied des Gemeinderats von Bloemendaal. Von 2000 bis 2004 war sie Geschäftsführerin und Inhaberin der nach ihr benannten Beratungsfirma „Wiebosch Advies en Interim Management“. Von 2004 bis 2009 war sie Bürgermeisterin von Jacobswoude. Diese Gemeinde wurde mit Wirkung zum 1. Januar 2009 in die Gemeinden Kaag und Braassem verschmolzen.
Von Februar 2009 bis April 2012 war sie Bürgermeisterin der Gemeinde Hardinxveld-Giessendam. In dieser Funktion war sie u. a. verantwortlich für die Bereiche Allgemeine Verwaltung, Sicherheit und Tourismus sowie für Kultur in der Gemeinde Hardinxveld-Giessendam. Zudem war sie Vorsitzende des Kollegiums der Bürgermeister und Stadträte (niederländisch „burgemeester en wethouders“, B&W) als auch des Gemeinderats von Hardinxveld-Giessendam. Sie trat zurück, weil die Sanierung von Gemeinderat und Hochzeitssaal deutlich teurer ausfiel als geplant. Die Gemeinde habe den Kosten des Projekts nicht genügend Aufmerksamkeit geschenkt, so ein Audit.
Nach dem Ausscheiden des Bürgermeisters der Gemeinde Zwijndrecht zum 12. November 2012 (er zog weiter nach Venlo) wurde Wiebosch-Steeman von Jan Franssen, dem Kommissar des Königs in der Provinz Südholland zur „amtierenden Bürgermeisterin“ (niederländisch „waarnemend burgemeester“) bestimmt. Die Ernennung zum 9. November 2012 erfolgte nach Rücksprache mit den Fraktionsvorsitzenden der Ratsparteien. Für die für Sommer 2013 avisierte ordentliche Wahl eines Bürgermeisters hatte Wiebosch-Steeman frühzeitig mitgeteilt, sich nicht um das Amt zu bewerben.
Sie leidet selbst unter Krebs und trägt ein Stoma. Sie engagiert sich seit September 2018 im Beirat der niederländischen Stomavereinigung. Im Rahmen ihrer sonstigen Engagements wurde sie u. a. 2015 zur Vorsitzenden der Stiftung „Van Andel Spruijt Natuurcentrum“ in Gorinchem ernannt.